# Рёдёй
Рёдёй — коммуна в фюльке Нурланн в Норвегии. Является частью региона Хельгеланд. Административный центр коммуны — деревня Вогахольмен. Коммуна состоит из островов, находящихся снаружи второго по величине ледника Норвегии — Свартисена.
Рёдёй был признан коммуной 1 января 1838 года. Новая коммуна Мелёй была отделена от Рёдёя 1 января 1884 года.
Наскальные рисунки в Рёдёе, возрастом около 2 600 лет до н.э., являются старейшими свидетельствованиями использования лыж человеком.

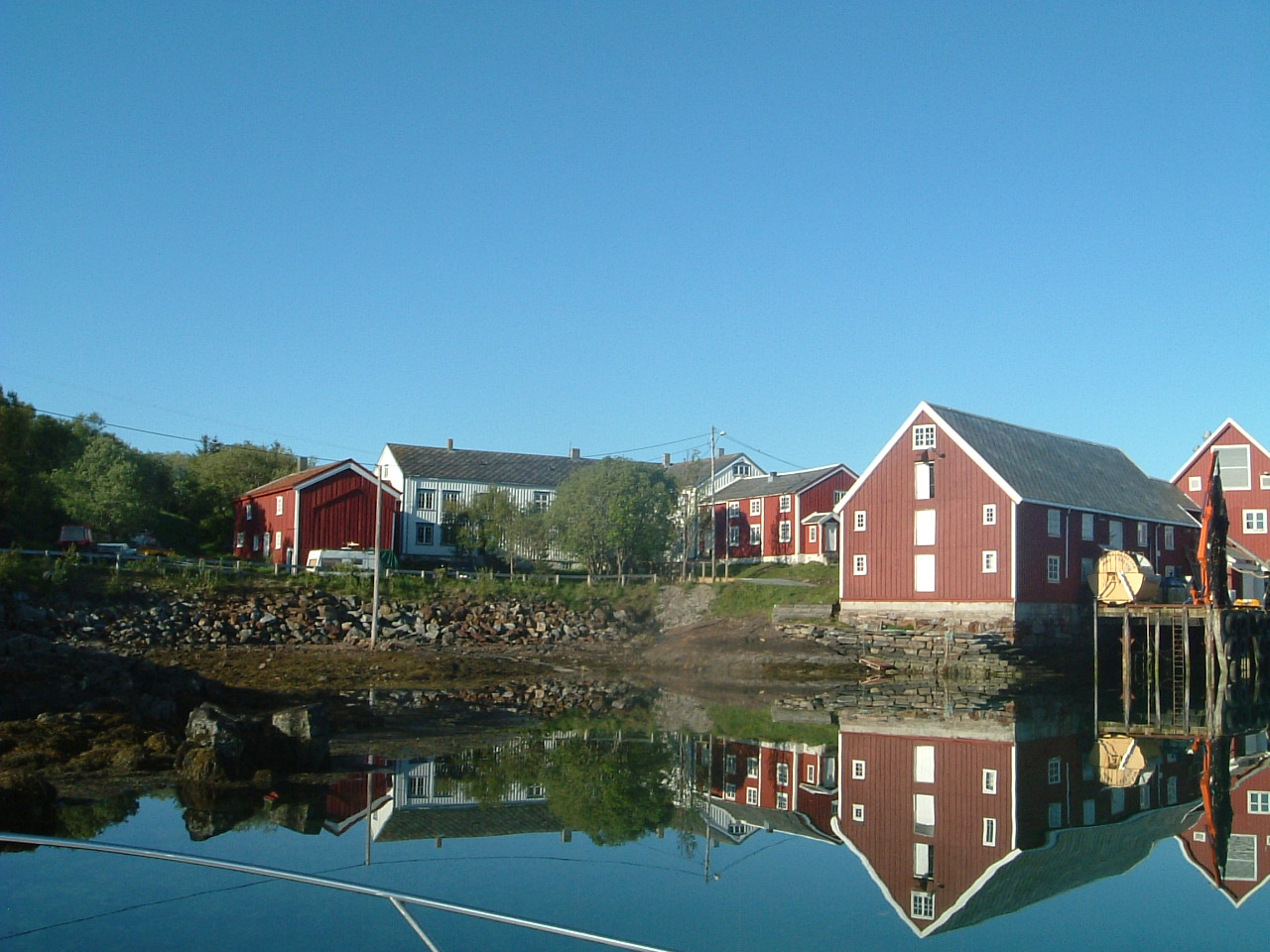
Селсёйвик, в прежние времена служил местом остановки рыбацких лодок направляющихся из Трёнделага в Лофотен

## Общая информация

### Название
Старонорвежское название коммуны было Rauðøy. Первая часть названия — rauðr означает красный (вероятно, из-за цвета скал острова), окончание — слово øy, означающее остров.

### Герб
У коммуны современный герб. Он был принят 12 февраля 1988 года. На гербе изображён красный лев на серебряном фоне, как символ горы, которая называется Рёдёйлёва (норв. Rødøyløva — «Лев Рёдёя»), потому что её профиль напоминает льва. Эта гора не является самой высокой в коммуне (гора Блокктинн имеет большую высоту).

## Ссылки

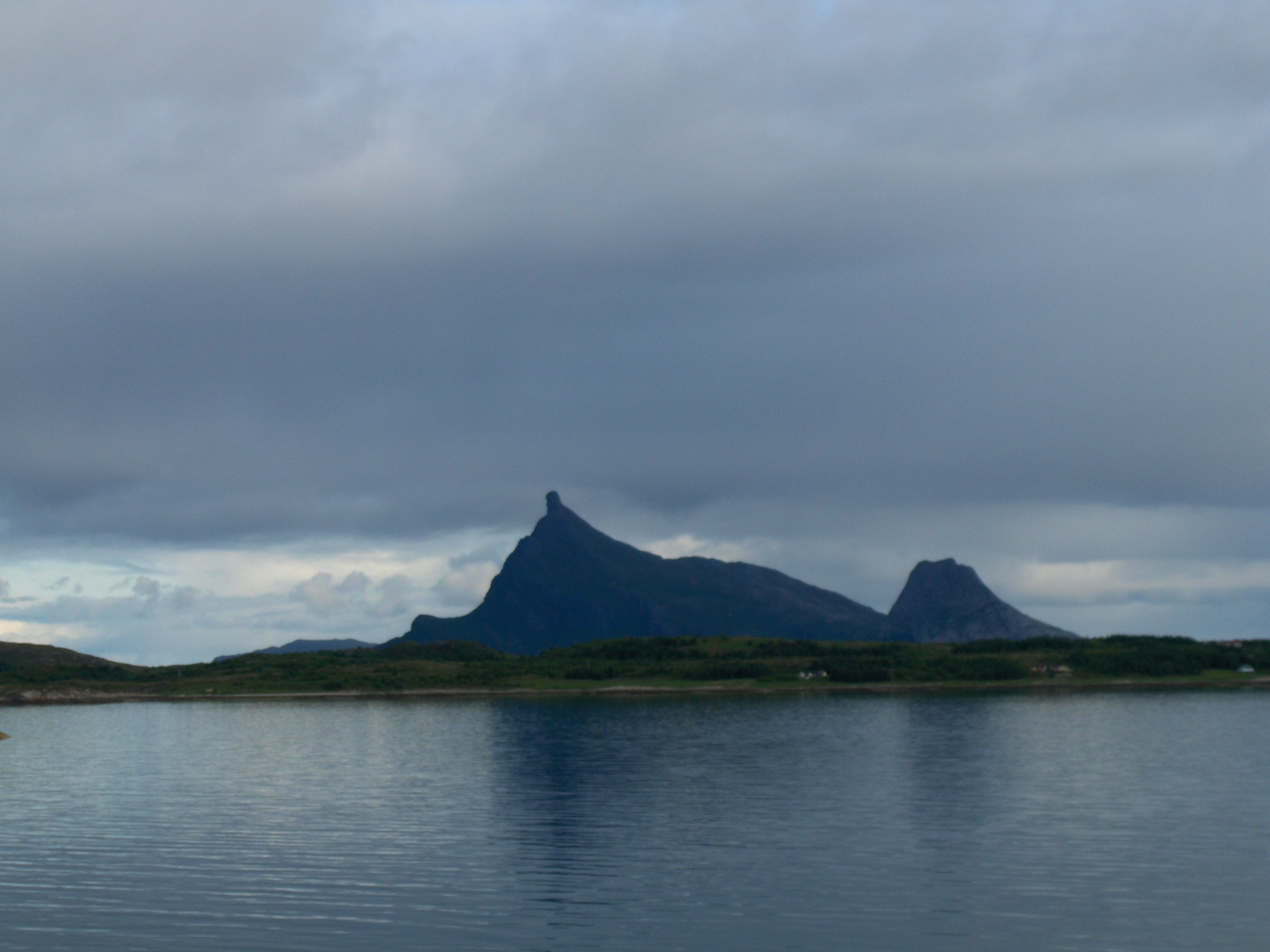
Хестманнёй